# Terremoto del Nepal del 25 aprile 2015
Il terremoto del Nepal del 25 aprile 2015 è stato un violento evento sismico di magnitudo locale 7,8 con epicentro a circa 34 km a est-sud-est di Lamjung, in Nepal, che ha causato più di 8 000 morti e gravissimi danni in Nepal oltre a danni minori nelle zone himalayane di India, Cina, Bangladesh e Pakistan. Si tratta dell'evento sismico più violento che abbia colpito quest'area dopo il 1934, quando un terremoto di magnitudo 8.0 provocò la morte di circa 10 600 persone.
Alcuni edifici secolari, tra i quali la torre Dharahara, già ricostruita dopo il sisma del 1934 e situata nella piazza Durbar di Katmandu e parte del patrimonio dell'umanità dell'UNESCO, sono andati distrutti.

## Eventi
La prima scossa, di magnitudo 7,8 con ipocentro a circa 15 km di profondità, si è registrata alle ore 6:11 UTC (8:11 ora italiana). Una seconda scossa, di magnitudo 6,6 con ipocentro a circa 10 km di profondità, è stata registrata alle ore 6:45 UTC.
Per quanto riguarda la scossa del 25 aprile il China Earthquake Networks Center (CENC) ha riportato una magnitudo 8,1. L'India Meteorological Department ha riferito che due forti terremoti sono stati registrati in Nepal alle ore 06:11 UTC e 06:45 UTC. La prima scossa misurava 7,8 punti della scala Richter e il suo epicentro è stato individuato ad una distanza di 80 km a nord-ovest della capitale Katmandu. Il secondo terremoto è stato di 6,6 punti della scala Richter. L'ipocentro è stato localizzato ad una profondità di 10 km (6,2 km) sotto la superficie della terra. Bharatpur era la grande città più vicina al sisma, 53 km dall'epicentro; questo secondo terremoto è avvenuto a 81 km a nord ovest di Katmandu, la capitale del Nepal. Oltre trenta scosse di assestamento di magnitudo 4,5 o maggiori si sono verificate dopo il terremoto iniziale, tra cui una di magnitudo 6,6, avvenuta pochi minuti dopo il terremoto.
Una grande scossa di assestamento di magnitudo 6,7 è avvenuta il 26 aprile 2015 nella stessa regione alle 7:09 UTC, con epicentro a circa 17 km a sud di Kodari (Nepal). La scossa di assestamento ha provocato ulteriori valanghe sul monte Everest ed è stato avvertito in molti luoghi nel nord dell'India.
Per effetto del terremoto di magnitudo 7,8 del 25 aprile Katmandu si è sollevata di 1 metro. La misurazione è stata elaborata dall'Istituto per il Rilevamento Elettromagnetico dell'Ambiente del Consiglio Nazionale delle Ricerche (Irea-Cnr) di Napoli.
Una nuova forte scossa - di magnitudo 7,4, poi rivista dal Centro geologico americano (Usgs) a 7,3 - lunga più di un minuto, ha colpito il 12 maggio 2015 la stessa area già devastata dal terremoto del 25 aprile di magnitudo 7,8 della scala Richter.. La scossa è stata registrata alle 12:50 locali, le 9:05 italiane. In questo caso l'epicentro era a circa 18 km a sud-est della città di Kodari, con ipocentro a circa 15 km di profondità. Secondo il Centro Sismologico Mediterraneo europeo (Emsc) sempre il 12 maggio nel giro di due ore si sono registrate altre numerose repliche intorno ai 5 gradi, le più forti delle quali di 6,2, 5,6 e 5,5 di magnitudo. La scossa ha causato ulteriori gravi danni e decine di vittime (almeno 39 in Nepal, 11 in India e 2 in Cina).

## Valanga sul monte Everest
Il terremoto ha innescato una valanga sul monte Everest a circa 220 km ad est dell'epicentro che ha ucciso almeno 17 persone presso il South Base Camp. Tre speleologi e guide alpine della provincia di Trento tra cui Renzo Benedetti, sono stati sepolti sotto una frana sui sentieri del Langtang, non distante da Katmandu.
Nel disastro sono periti anche il cofondatore dell'azienda statunitense Google Adventures Dan Fredinburg, che si trovava sull'Himalaya insieme ad alcuni colleghi, e il professor Matthias Kuhle dell'Università Georg-August di Gottinga, in Germania, autore di una serie di testi geografici divulgativi. Altre valanghe sono state causate dalla scossa del 12 maggio.

## Danni materiali
L'Aeroporto Internazionale Tribhuvan di Katmandu è stato chiuso immediatamente dopo il terremoto per poi essere riaperto nel corso della giornata per le operazioni di soccorso. I voli di linea sono ripresi il giorno successivo anche se con forti limitazioni da parte delle autorità nepalesi. Ciò ha determinato un ritardo nel rimpatrio dei turisti bloccati in aeroporto. Nelle settimane successive proprio queste limitazioni hanno causato molti ritardi nell'arrivo degli aiuti alle popolazioni.
Gli edifici di Piazza Durbar a Katmandu, iscritti nel Patrimonio Mondiale UNESCO, sono andati distrutti: fra questi la torre Dharahara costruita nel 1832 e che nel crollo ha ucciso almeno 180 persone e il tempio di Manakamana situato nel distretto di Gorkha. Danneggiato anche il tempio induista di Janaki Mandir a Janakpur.
La distruzione della città di Katmandu è stata favorita dal fatto che la città è stata edificata su un lago preistorico ed il suolo, costituito da sedimenti morbidi, è stato attraversato velocemente dalle onde sismiche, che hanno provocato così più scosse e più danni.

## Prevedibilità del sisma
(Moira Reddick, sismologa e coordinatrice del Nepal risk reduction consortium di Katmandu il 28 luglio 2014.)
Alcuni sismologi nepalesi, tra cui Moira Reddick, sismologa e coordinatrice del Nepal risk reduction consortium di Katmandu, che da tempo monitoravano la faglia esistente tra la placca tettonica euroasiatica e la placca tettonica indiana, già dal 2014 avevano previsto la possibilità di una scossa con un grado di magnitudo molto elevato, avvertendo la possibilità di ingenti danni. Durante la giornata per la sicurezza il segretario dell'organizzazione non governativa National society for earthquake technology, Amod Mani Dixit, aveva denunciato come più del 60% degli edifici costruiti nella valle di Katmandu, in caso di forte sisma, fossero a rischio crollo perché edificati senza il rispetto di criteri antisimici.